# Byssothecium
Byssothecium — рід грибів родини Dacampiaceae. Назва вперше опублікована 1861 року.

## Класифікація
До роду Byssothecium відносять 9 видів:
- Byssothecium alpestre
- Byssothecium alpestris
- Byssothecium cholla
- Byssothecium circinans
- Byssothecium dichroum
- Byssothecium flumineum
- Byssothecium heterosporum
- Byssothecium incarceratum
- Byssothecium obiones